# Kiss József (politikus, 1954)
Kiss József László (Szombathely, 1954. március 27. –) magyar orvos, politikus, országgyűlési képviselő (MSZP).

## Életpályája

### Iskolái
Az általános és középiskolai tanulmányait szülővárosában végezte el; 1972-ben érettségizett a Szombathelyi Nagy Lajos Gimnáziumban. 1972-től a Pécsi Orvostudományi Egyetem hallgatója volt; 1978-ban szerzett orvosi diplomát. 1991-ben általános orvosi szakvizsgát tett.

### Pályafutása
1978–1980 között a Pécsi Orvostudományi Egyetem 1. sz. Belgyógyászati Klinikájának orvosa volt. 1979–1980 között tartalékos tisztként töltötte le sorkatonai szolgálatát. 1981-től körzeti orvos Bonyhádon és Bátaszéken. 1990-től körzeti orvos, háziorvos Szekszárdon. 1980–1988 között tagja volt a Magyar Általános Orvosok Tudományos Egyesületének. 1989-ben és 1994-tõl az Orvosi Kamara tagja.

### Politikai pályafutása
Politikai pályafutását a KISZ-ben kezdte, az egyetemen KISZ-bizottsági titkár volt. 1976-ban belépett a Magyar Szocialista Munkáspártba. 1988–1989 között az MSZMP Bátaszék Nagyközségi Bizottsága titkára volt. 1989 óta tagja a Magyar Szocialista Pártnak, 1991-től a párt Tolna megyei elnöke. 1994–1997 között országgyűlési képviselő volt. 1994–1997 között a Szociális és egészségügyi bizottság tagja volt. 1995–1997 között Az Egészségbiztosítási Önkormányzat és az Országos Egészségbiztosítási Pénztár gazdálkodását vizsgáló bizottság alelnöke volt.

## Családja
Édesapja, Kiss József (1924–?) tanácsakadémiát végzett, a Vas Megyei Illetékhivatal vezetője volt. Édesanyja, Magyari Gizella (1929–?) tizenhárom gyerekes szegényparaszti család leánya, tanítónő volt. Öccse, Kiss Zoltán (1957–) szülész-nőgyógyász, aneszteziológus. Fia, Kiss József Gábor (1977–) egyetemi hallgató.